# Peter senza coda
Peter senza coda (Pelle Svanslös) è un film d'animazione del 1981 diretto da Stig Lasseby e Jan Gissberg. Ispirata all'omonima serie di libri per bambini scritta da Gösta Knutsson, la pellicola venne premiata con il Swedish Film Institute's Quality Grant.
Il film ha avuto un sequel, Peter senza coda in Americat.

## Trama
Il gattino di campagna Peter, nato senza la coda, viene adottato da una famiglia che vive ad Uppsala. La sua anomalia fisica viene presa di mira dagli altri gatti, in particolar modo dal perfido Måns che gli dà il tormento. Quest'ultimo inoltre corteggia la bella Maja Gräddnos, che però rifiuta i suoi modi antipatici preferendogli la dolcezza di Pelle.